# Charles Cambier

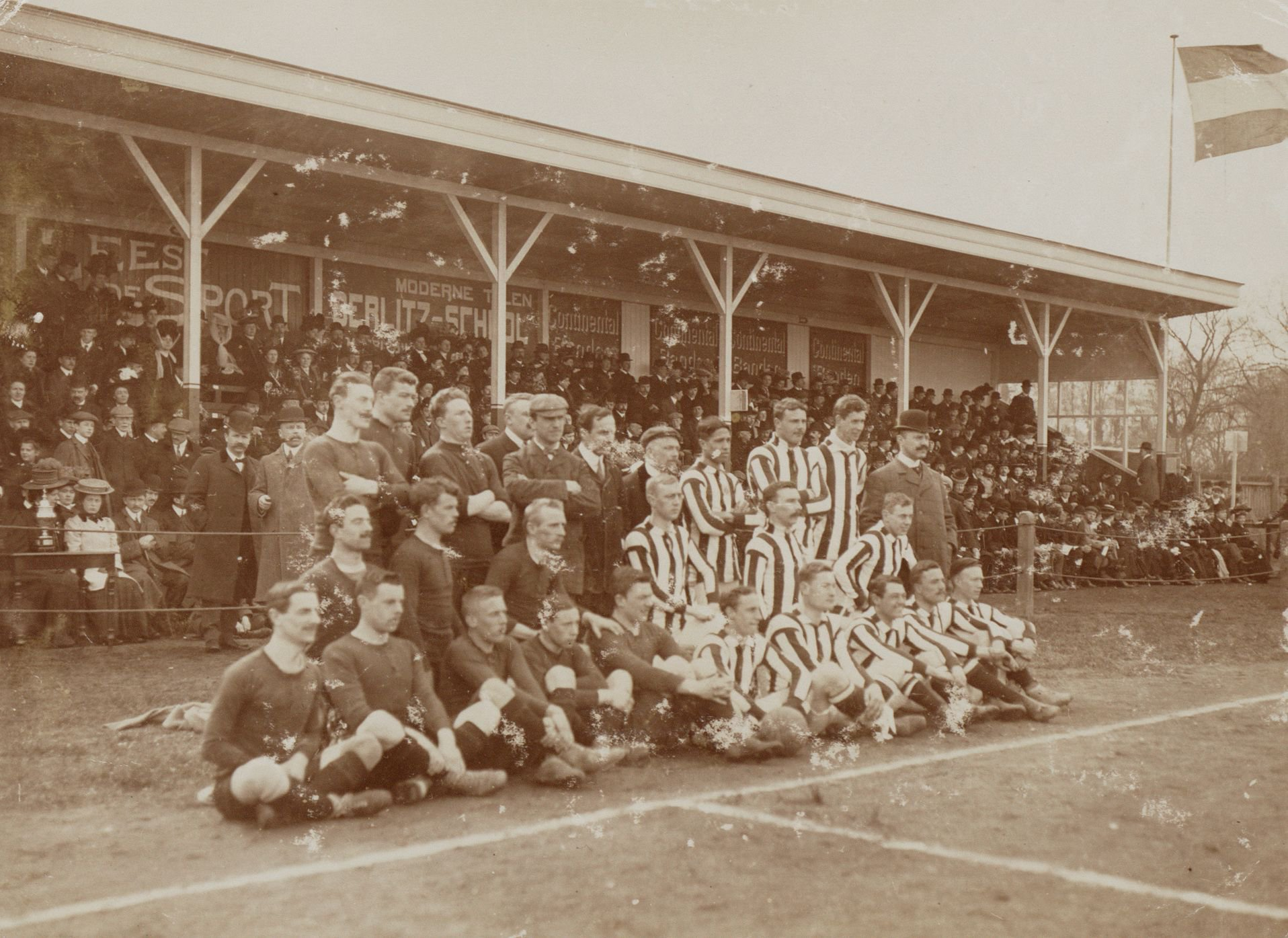
Cambier in het Belgisch elftal (1908)

Charles Cambier (Brugge, 5 januari 1884 - Brugge, 16 oktober 1955) was een Belgisch voetballer die speelde als middenvelder. Hij voetbalde in de Eerste klasse bij Club Brugge en speelde 23 interlands met het Belgisch voetbalelftal.

## Loopbaan
Cambier debuteerde in 1901 op 17-jarige leeftijd als centerhalf in het eerste elftal van Club Brugge waarin eveneens zijn oudere broer Arthur aan de slag was. Hij verwierf er al dadelijk een basisplaats en samen met Hector Goetinck en Robert De Veen vormde Cambier de ruggengraat van de ploeg.
Club Brugge was die tijd een topploeg in de Eerste klasse en Cambier behaalde met de ploeg een tweede plaats in 1906 en 1910 en vijfmaal een derde plaats. In 1914 behaalde de ploeg de finale van de Beker van België die met 2-1 werd verloren van Union Sint-Gillis. Na de onderbreking als gevolg van de Eerste Wereldoorlog werd Cambier met de ploeg nog landskampioen in 1920.
Hij bleef er voetballen tot in 1925 toen hij op 41-jarige leeftijd een punt zette achter zijn spelersloopbaan. Zijn laatste wedstrijd in eerste klasse speelde hij op de leeftijd van 41 jaar en 7 dagen. Hiermee was hij bijna een eeuw lang de oudste veldspeler ooit in de Belgische eerste klasse, pas op 25 februari 2018 brak Timmy Simons dit record.
Cambier speelde in totaal 243 wedstrijden in eerste klasse en scoorde daarin 22 doelpunten. Tussen 1910 en 1912 speelde Cambier gedurende twee jaar geen wedstrijden wegens een zware blessure.
Vanaf de allereerste interland in 1904 tot in 1914 voetbalde Cambier 23 wedstrijden met het Belgisch voetbalelftal en scoorde in totaal drie doelpunten. Op 9 mei 1907 stonden zowel Charles als zijn broer Arthur aan de aftrap in de wedstrijd tegen Nederland die met 1-2 gewonnen werd. Cambier was een vaste waarde in de nationale ploeg; hij speelde 19 opeenvolgende wedstrijden tussen 1906 en 1910 alvorens twee jaar aan de kant te moeten blijven wegens zijn zware blessure.
Vanaf de jaren twintig hield Cambier een café open in de buurt van 't Zand.